# 蜂谷宗苾
蜂谷 一枝軒 宗苾（はちや いっしけん そうひつ、1975年（昭和50年）5月28日 - ）は、香道及び茶道志野流の第21世家元継承者。本名は蜂谷貞統（はちやさだつぐ）である。

## 略歴
室町時代より20代500年に亘り香道及び茶道を継承してきた志野流の第20世家元蜂谷宗玄の嫡男。幼少の頃より祖父19世宗由の元で研鑽に励み、2002年より大徳寺530世住持泉田玉堂老大師の下に身を置き、2004年玉堂老大師より軒号「一枝軒」宗名「宗苾」を拝受、第21世家元継承者となる。現在は、次期家元として全国教場及び海外教場等での教授、幼稚園から大学での講演を開催し、世界各地で啓蒙活動を行っている。香道という日本独自の香り文化を通し各国との交流を図り、文化によって世界を繋げるという思いのもと活動。また、稀少になった「香木」を後世に残していくためベトナムでの植林活動、それに準ずるエコ活動を『環境道』と題し講演活動も行っている。
■平成21年度文化庁海外文化交流使
■一般社団法人志野流香道松隠会副会長 
■一般社団法人日本文化継承者協会理事 
■一般社団法人日本文化デザインフォーラム幹事
■池坊文化学院講師 
■フランス調香師協会名誉会員 
■日本ソムリエ協会名誉ソムリエ

## 出演

### テレビ
- BSジャパン 2008.1.2放送 「奥深き香道を継ぐ」 〜500年の時を超えて〜

- BSジャパン 2009.1.3放送 「パリに薫る東山文化」〜禅の心〜

- NHK BS-hi 2009.3.18放送 「平成の名香合」〜香道五百年の父子相伝〜

- NHK 教育 2009.9.25放送 「美の壷」〜香りの道具〜
- NHK BSプレミアム 2019.12.20放送 「美の壷」〜悠久なる器 青磁〜
- NHK 総合 2023.11.22放送 「歴史探偵」〜天下の名香 蘭奢待〜

### ラジオ
- FM大阪        2015.8.9／8.16放送 「KEEP ON SMILING 山寺宏一」
- J-WAVE       2016.6.3放送 「Growing Reed 岡田准一」
- フジテレビ    2017.2.17放送 「ホウドウキョク」(ネット配信番組)
- J-WAVE       2019.9.21放送 「RINREI CLASSY LIVING 村治佳織」
- NHKラジオ 2019.11.10放送 「眠れない貴方へ 村山由佳」
- ニッポン放送 2020.1.5／12放送 「Entertainment NEXT 南美希子」

### 出版物
家庭画報・婦人画報・美しいキモノ・和楽・BRUTUS・Oggi・25ans・ELLE JAPON・ゲーテ・モノマガジン・LEON・GQ JAPAN・Hanako・Premium Japan

## 活動履歴
＜講演テーマ：香道＞
総理公邸,上賀茂神社,銀閣寺,薬師寺,春日大社,増上寺,徳川美術館,名古屋ボストン美術館,東京藝術大学,池坊短期大学,別府大学,儀礼文化学会,茶の湯文化学会,在日本ブラジル大使館,在フランス日本国大使館公邸,在シンガポール日本国大使館公邸,在中国日 本国大使館,ボストン領事館,プティパレ,仏国立ギメ東洋美術館,仏国立ニース東洋美術館,グラース香水博物館,ボストン美術館,ハーバード大学,MIT,タフツ大学,パリソルボンヌ大学,香港大学,香港中文大学,北京大学,北京外国語大学,武漢大学,湖北大学
＜講演テーマ：環境道＞
エコプロジェクト2008/2009,COP10生物多様性会議
＜展覧会監修＞
『真朱の夜明け』名家の逸品 ホテルオークラ東京 2012.2.20-26 
『香り展』東京藝術大学 2011.4.7〜2011.5.29 
『日本の伝統文化展』日本橋三越 2014.3.5-10 
『FLOWERS by NAKED』日本橋コレド室町 2017.2.2-3.20
『FLOWERS by NAKED NAGOYA』名古屋市 2017.10.7-11.26
『FLOWERS by NAKED』日本橋コレド室町 2019.1.29-3.3
＜海外活動国＞
アメリカ(ボストン,N.Y,ヒューストン他),フランス(パリ,グラース,ニース,レンヌ,コルマール),モナコ,イギリス(ロンドン),イタリア(ミラノ,ボローニャ),スペイン(バルセロナ),ドイツ(フランクフルト,ケルン,ミュンヘン),ポルトガル(リスボン),ルクセンブルク,フィンランド(ヘルシンキ),バーレーン,中国(北京,上海,杭州,天津,鄭州,深圳,昆明,武漢),香港,台湾(台中),韓国(ソウル,光州),インド(ブッダガヤ),タイ,シンガポール